# CAF-strandlabdarúgó-bajnokság
A CAF-strandlabdarúgó-bajnokság (angolul: CAF Beach Soccer Championship) egy a CAF által kiírt nemzetközi strandlabdarúgó-torna, amit 2006 óta rendeznek meg és egyben selejtező a strandlabdarúgó-világbajnokságra.
A címvédő Madagaszkár, a legsikeresebb csapat a Szenegál 3 győzelemmel.

## Eredmények
| Év             | Rendező                          | Döntő       | Döntő                       | Döntő            | Bronzmérkőzés    | Bronzmérkőzés               | Bronzmérkőzés    |
| Év             | Rendező                          | Bajnok      | Eredmény                    | Döntős           | 3. helyezett     | Eredmény                    | 4. helyezett     |
| -------------- | -------------------------------- | ----------- | --------------------------- | ---------------- | ---------------- | --------------------------- | ---------------- |
| 2006 Részletek | Durban, Dél-Afrika               | Kamerun     | 5 – 3                       | Nigéria          | Egyiptom         | 8 – 3                       | Elefántcsontpart |
| 2007 Részletek | Durban, Dél-Afrika               | Nigéria     | 6 – 5                       | Szenegál         | Elefántcsontpart | 2 – 0                       | Dél-Afrika       |
| 2008 Részletek | Durban, Dél-Afrika               | Szenegál    | 12 – 6                      | Kamerun          | Elefántcsontpart | 6 – 3                       | Egyiptom         |
| 2009 Részletek | Durban, Dél-Afrika               | Nigéria     | 7 – 4                       | Elefántcsontpart | Szenegál         | 6 – 4                       | Egyiptom         |
| 2011 Részletek | Casablanca, Marokkó              | Szenegál    | 7 – 4                       | Nigéria          | Egyiptom         | 4 – 4 (h.u.) (1 – 0) (b.u.) | Madagaszkár      |
| 2013 Részletek | El Jadida, Marokkó               | Szenegál    | 4 – 1                       | Elefántcsontpart | Marokkó          | 7 – 2                       | Nigéria          |
| 2015 Részletek | Roche Caiman, Seychelle-szigetek | Madagaszkár | 1 – 1 (h.u.) (2 – 1) (b.u.) | Szenegál         | Nigéria          | 9 – 1                       | Elefántcsontpart |
| 2017 Részletek | Port Louis, Mauritius            |             |                             |                  |                  |                             |                  |

- b.u. – büntetők után
- h.u. – hosszabbítás után

## Éremtáblázat
| Poz. | Ország           |   |   |   |   |
| ---- | ---------------- | - | - | - | - |
| 1.   | Szenegál         | 3 | 2 | 1 | 6 |
| 2.   | Nigéria          | 2 | 3 | 1 | 6 |
| 3.   | Kamerun          | 1 | 1 | 0 | 2 |
| 4.   | Madagaszkár      | 1 | 0 | 0 | 1 |
| 5.   | Elefántcsontpart | 0 | 2 | 2 | 4 |
| 6.   | Egyiptom         | 0 | 0 | 2 | 2 |
| 7.   | Marokkó          | 0 | 0 | 1 | 1 |

## Világbajnoki szereplés
- CSK – Csoportkör
- ND – Negyeddöntő
- – Rendező

| Team             | 2006 | 2007 | 2008 | 2009 | 2011 | 2013 | 2015 | 2017 | Összesen |
| ---------------- | ---- | ---- | ---- | ---- | ---- | ---- | ---- | ---- | -------- |
| Kamerun          | CSK  |      | CSK  |      |      |      |      |      | 2        |
| Elefántcsontpart |      |      |      | CSK  |      | CSK  |      |      | 2        |
| Madagaszkár      |      |      |      |      |      |      | CSK  |      | 1        |
| Nigéria          | CSK  | ND   |      | CSK  | ND   |      |      |      | 4        |
| Szenegál         |      | ND   | CSK  |      | ND   | CSK  | CSK  |      | 5        |